# Aria Montgomery
Aria Marie Montgomery è un personaggio immaginario protagonista della serie televisiva thriller/teen drama Pretty Little Liars, basata sull'omonima serie di romanzi di Sara Shepard, in onda sul canale Freeform dal 2010. È interpretata da Lucy Hale e, nella versione italiana, è doppiata da Letizia Ciampa.

## Personaggio

### Caratteristiche fisiche
Nei romanzi, Aria è descritta come una ragazza alta, dai capelli mori e gli occhi azzurro ghiaccio. Nella serie televisiva, il suo aspetto è pressoché invariato rispetto ai libri, tranne che per l’altezza (nella serie è bassina) e per gli occhi che sono di un verde sul grigio.

### Carattere
Aria è l'animo artistico e alternativo del gruppo. Amante della pittura, della scrittura e della letteratura. Aria ha un temperamento indipendente e autonomo e un carattere equilibrato, gentile e protettivo. Ragazza permalosa e testarda, ama proteggere le persone a lei care, anche se questo comporta gravi conseguenze, dotata di un'ampia dose di altruismo e generosità.

### Relazioni
Aria ha un ottimo rapporto con le sue amiche, anche se sembra andare più d'accordo con Hanna e Spencer, definendole come le sue migliori amiche.
Tornata a Rosewood dopo un anno in Islanda, Aria conosce, in un locale, un ragazzo più grande di lei di cui dopo scopre di avere una cotta e con cui passa la serata. Il giorno dopo scopre che quest'uomo è Ezra Fitz, il nuovo insegnante di letteratura. I due decidono di portare avanti la relazione di nascosto.

## Storia

### Stagione 1
Aria entra, insieme ad Hanna, Emily e Spencer, a far parte del popolare gruppo di Alison DiLaurentis. Le cinque ragazze diventano amiche affiatate e condividono emozioni, segreti e avventure. Tempo dopo, durante un pigiama party nel fienile di Spencer durante la notte del Labor Day, mentre Aria e le altre tre dormono, Alison scompare misteriosamente senza lasciare traccia. Da quel momento, il gruppo si separa e Aria si trasferisce con la famiglia in Islanda per un anno. Tornata a Rosewood un anno dopo, Aria si sente affranta per la scomparsa dell'amica e per il fatto che la cittadina festeggi l'anniversario della sua scomparsa come fosse una festività. Negli ultimi tempi, in realtà, Aria stava cominciando ad odiare Alison, poiché minacciava di rivelare a sua madre Ella il tradimento di suo padre Byron con una sua studentessa. Nonostante ciò, Aria continuava a sperare che l'amica potesse ritornare. Dopo aver accompagnato suo fratello Mike all'allenamento di Lacrosse, Aria decide di fermarsi in un pub, dove conosce Ezra Fitz, con cui inizia una relazione. Il giorno dopo, però, scopre che egli è il suo nuovo insegnante di letteratura e ciò compromette seriamente la relazione.
Aria comincia, come le altre ragazze, a ricevere SMS da una anonimo che si firma "-A", nei quali sono contenuti segreti personali sulle vicende del tradimento di suo padre. Sconvolta, ne parla con Hanna, Emily e Spencer, le quali confermano di essere state pure loro vittime degli SMS.
Pochi giorni dopo, la sua speranza di rivedere Alison svanisce: viene ritrovato il cadavere mutilato dell'amica nella sua vecchia casa. Al funerale, si riunisce insieme alle amiche per piangere la leader del loro gruppo insieme. Nota che alla funzione è presente Jenna Marshall, una ragazza diventata cieca a seguito di uno scherzo organizzato da Alison a cui la stessa Aria aveva preso parte.
Uscite dalla chiesa, le ragazze ricevono simultaneamente un messaggio da -A, il quale afferma di essere in circolazione, per cui minaccia le ragazze di rovinare le loro vite e svelare gli oscuri segreti che le vedono protagoniste.
Aria è in disaccordo che Emily stia uscendo con Toby, il fratello di Jenna, per via della sua natura misteriosa. Toby finirà per iniziare una relazione con Spencer.
Pochi giorni dopo, la madre di Aria, Ella, mostra alla figlia una lettera di -A, in cui è scritto del tradimento del padre. I genitori divorzieranno poco dopo e Aria rimarrà con il padre.
Scoprono che Ian, l'ex-fidanzato della sorella di Spencer, Melissa, minacciava Alison nei giorni precedenti alla sua scomparsa e ritengono che egli sia -A.Infatti, scoprono una serie di filmati che riprendono Alison cadere a terra inerte dopo che Ian la colpisce.
Aria chiama il 911 mentre Spencer, nel campanile della chiesa" combatte contro Ian, ma questi scompare dal nulla dopo che una figura incappucciata lo fa cadere di sotto.

### Stagione 2
Dopo la scomparsa di Ian, le ragazze vengono interrogate dal tenente Garrett Reynolds. In seguito, viene loro ordinato di iniziare delle sedute da una terapista, la Dot.ssa Sallivan, per calmare i propri stati d'animo.
Pochi giorni dopo, le ragazze seguono Melissa per cercare Ian, ma quando questa arriva ad un fienile, lancia un grido straziante. Aria e le altre si precipitano dentro e vedono Ian a terra in un brodo di sangue secco attorno alla ferita alla testa e con una pistola in mano. Aria inorridisce dalla scena, ma riesce a leggere la lettera nell'altra mano di Ian in cui egli ammette di essersi suicidato. Le ragazze, però, capiscono subito che in realtà Ian è stato ucciso da -A. Nonostante esse credano che "A" sia ora morto, non è affatto così.
Tempo dopo, Ezra decide di rivelare ai genitori di Aria della loro relazione. La confessione si conclude con Mike che tira un pugno sul naso a Ezra, cacciandolo da casa.
Nel frattempo, Aria e le altre capiscono che Garrett potrebbe essere più pericoloso che amico; scoprono, infatti, che egli ha una storia con Jenna e la sta aiutando nei suoi loschi piani per vendicarsi delle ragazze. Le amiche pensano che la coppia possa essere al servizio di -A.
Pochi giorni dopo, la psicologa delle ragazze, la D.ssa Sallivan, scompare e molti indizi di -A fanno credere che la donna si astata sepolta viva. Le amiche cadono, infatti, nella trappola di -A e vengono sorprese dalla polizia che con una pala scavano una buca nel bosco. Ciò fa pensare agli agenti che le quattro ragazze abbiano ucciso la terapista.
Le ragazze fingono di non parlarsi per incastrare -A e incontrarlo in un capanno nella foresta. Il piano però fallisce e -A riesce a scappare.
Aria, Emily e Spencer intercettano al servizio telefonico, la telefonata di un ragazzo che riconoscono come un amico di Hanna, Lucas, il quale fa credere alle ragazze di essere -A. Confuse, tentano di avvisare Hanna che nel frattempo sta organizzando una festa sul lago per il suo ragazzo Caleb. Ad aiutarla c'è proprio Lucas, il quale attira Hanna su una barca e tenta di ucciderla, finendo però col farla solo cadere in acqua.
Aria soffre di attacchi di panico continui e non riesce a controllare i propri nervi.
Nel finale della stagione, le ragazze scoprono che -A sarà presente alla festa di fine anno vestita da regina di cuori (in realtà si tratta solo di una trappola: sotto il costume di regina ci sarà Melissa). Aria pedina la ragazza mascherata per catturarla. Nel frattempo, Spencer conduce Mona in quello che ha scoperto essere il magazzino di -A. Mentre Mona è in macchina, però, Spencer capisce che -A è la stessa Mona, la quale colpisce spencer e la obbliga a seguirla. Le amiche, però, riescono a salvarla, facendo cadere Mona giù da una scarpata. Mentre Mona viene condotta al manicomio Radley per accertamenti sulla sua salute mentale, le ragazze vedono arrivare la dottoressa Sallivan, che ammette di essere viva e di essersene dovuta andare poiché Mona ricattava suo figlio.
Al Radley, Mona riceve la visita di una figura incappucciata di rosso, Red Coat: egli è il "Big -A", il capo di Mona.

### Stagione 3
Trascorre l'estate, in cui ogni ragazza si trova un'attività. A Settembre, si riuniscono e si ubriacano. Emily, ubriaca, si ritrova sulla tomba di Alison e vede che questa è stata scavata e aperta.
Aria, spronata dalla madre, continua la relazione con Ezra, che sembra andare per il meglio.
Poco dopo, ricevono foto di tutte le ragazze in piedi davanti alla tomba aperta di Alison e ricevono un nuovo messaggio di -A: la loro tortura non è finita.
Successivamente, però, Aria lascerà Ezra poiché ricattata da -A.
Come tutte le altre, Aria è shoccata della notizia di Spencer ritrovata nel bosco sporca di sangue, impazzita dopo che -A le ha fatto credere di aver ucciso Toby.
Aria farà visita all'amica, ora reclusa al Radley, e cercherà di convincerla a tornare a casa.
Intanto Mona viene dimessa e cerca di reinserirsi in società. Le liars non credono che lei sia cambiata e cominciano ad odiarla.

### Stagione 4
Aria frequenta Jake, un nuovo ragazzo, che odierà Ezra per il suo comportamento incoerente.
Camminando per il bosco, Aria scopre una bettola sperduta che possiede svariate copie in gesso della faccia di Alison.
-A invia ad Aria un SMS che dice che Melissa non ha la stoffa per essere A.
Aria inizia a dare ripetizioni a un amico di suo fratello, ma questo la bacia a sorpresa e sparge in giro la voce che è stata lei a baciarlo. Furiosa, il giorno dopo, Aria entra nello spogliatoio dei maschi e mette in imbarazzo quest'ultimo, definendolo un bugiardo.
Il detective Wilden, che seguiva l'omicidio di Alison, viene ucciso da -A e la madre di Hanna, Ashley, è accusata dell'omicidio, tanto che sarà rinchiusa in prigione. Aria andrà a farle visita più volte.
Aria scopre che Ezra stava scrivendo un libro su Alison e -A e che l'aveva sempre usata solo per il libro. Disgustata e sconvolta, Aria lascia Ezra.
Nel finale della stagione, Aria, come le altre, scopre che Alison è ancora viva e si reca a trovarla in segreto a New York. Purtroppo, sono seguite da -A, che spara a tutte e cinque le amiche costringendole a scappare. Sul tetto, -A spara a Ezra, che aveva seguito Aria perché aveva scoperto l'identità di -A, ferendolo gravemente.
Nel finale, Aria scopre che è stata Melissa ad uccidere la sosia di Alison, Bethany Young (avendola scambiata per lei), ma solo per proteggere Spencer.

### Stagione 5
Aria soccorre Ezra e lo segue sull'ambulanza e in ospedale. È affranta e sconvolta e prega perché l'uomo si riesca a salvare. In ospedale, Ezra si riprende e le sussurra all'orecchio: "È qui". Aria si gira e vede Shana, capendo che la ragazza è coinvolta nell'A Team. Shana è scappata e sta andando ad uccidere le altre quattro ragazze. Aria si precipita a seguirla e mentre Shana sta per sparare ad Alison, Spencer, Hanna ed Emily per proteggere la sua ragazza Jenna, Aria la sorprende da dietro le spalle, la spinge giù dal palco uccidendola.
Anche dopo essere tornata a Rosewood, Aria è sconvolta per aver ucciso Shana ed è preoccupata che la polizia la possa scoprire, arrestandola.
Decide di andare a trovare Ezra e si rimette con lui nello stesso episodio, perché in fondo lo ama.
Aria è con le altre quando -A fa saltare in aria la casa di Toby, ferendo il ragazzo e disastrando il quartiere.
Aria inizia a lavorare al Radley e approfitta di una detenuta, Big Rhonda, per scoprire un collegamento tra Alison e Bethany Young.
Aria è sempre più preoccupata che la faccenda di New York venga a galla, inoltre è preoccupata per la fine del fidanzamento della madre con Zack, e litiga con Ezra per tenerlo lontano dagli intrighi di Alison.
Le ragazze capiscono che Alison è diventata un pericolo per loro; decidono di confessare tutta la verità alla polizia in modo da poter tagliare i ponti con Alison e le sue bugie, ma mentre sono in procinto di entrare al distretto A manda loro un video in cui dimostra di avere altre prove per screditare la confessione delle ragazze.
Il giorno dopo, Aria e le altre si allea con Mona per distruggere Alison e le sue pericolose menzogne. Mona ha radunato molte prove che dimostrano che Alison sia Big A. La ragazza telefona ad Aria e alle altre e le invita a casa sua per dirglielo. Purtroppo, -A entra in casa e dopo una lunga lotta, uccide Mona.
Dopo che Alison viene dichiarata colpevole dell'omicidio di Mona, Aria e le altre Liars vengono arrestate per averla protetta. Mentre sono sul furgone cellulare in viaggio per la prigione, A le intercetta e dopo averle narcotizzate le rapisce.
Aria si risveglia in una camera da letto arredata di tutto punto e sente una voce (proveniente da un altoparlante) che le fa capire di essere rinchiusa, insieme alle amiche, nella "casa delle bambole" di -A. Le ragazze, mentre cercano di esplorare la casa, vedono una ragazza bionda mascherata suonare un pianoforte. Questa si toglie la maschera e si rivela essere Mona, ancora viva. La ragazza era stata solamente rapita da -A, il quale aveva simulato la sua morte.
-A obbliga le ragazze a progettare e simulare un finto ballo studentesco, fornendo loro anche abiti, bevande e festoni. La sera del ballo, -A si rivela alle ragazze, ma mentre si avvicina a loro, Aria mette in funzione un dispositivo che interrompe la corrente e confonde -A, permettendo loro di scappare. Aria e le altre escono dalla casa, ma scoprono con orrore che questa è circondata con una recinzione elettrificata alta oltre dieci metri. Frustrate, le ragazze capiscono di essere ancora nelle grinfie di A.

### Stagione 6
Nella sesta stagione, Aria fugge dalla casa delle bambole di A con gli altri bugiardi, ma è emotivamente segnata dall'essere stata torturata da Charles nella casa delle bambole. Quando torna dall'ospedale, scopre che Andrew è sospettato di aver rapito le ragazze, portando Aria a mentire alla polizia dicendo loro di aver visto la faccia di Andrew nella casa delle bambole. Dopo che si scopre che Andrew non è "A", Aria deve rispondere alle bugie che ha detto alla polizia e affrontare un Andrew estremamente arrabbiato. Aria ha presto dei flashback di se stessa nella casa delle bambole, uno dei quali è quando A la costringe a tagliarsi e tingersi i capelli. Trova l'applicatore di colore nella camera oscura dell'Hollis College, cosa che la porta a fare amicizia con un collega fotografo, Clark, e presto diventano subito amici. Clark e Aria si scambiano fotografie, e Aria rivela le foto delle bambole nella sua camera da letto. Una volta che Aria se ne va, torna a casa per esaminare ulteriormente le sue fotografie, finché non viene interrotta da Byron. Alla fine, Aria si confida con suo padre riguardo alle sue esperienze nella casa delle bambole e conclude la sua storia in lacrime. Dopo aver superato molti ostacoli, "A" si rivela essere CeCe Drake e Aria lascia Rosewood per andare a scuola a Savannah.
Cinque anni dopo la rottura con Ezra, Aria ha una relazione con Liam, un collega di una casa editrice. Quando Charlotte viene uccisa, Aria deve tornare a Rosewood e affrontare il suo passato. Ezra è diventato isolato e depresso dalla scomparsa della sua ragazza Nicole e sta lottando per scrivere un seguito del suo libro più venduto. Alison sospetta che Aria abbia qualcosa a che fare con l'omicidio di Charlotte e emerge un nastro di sicurezza che potrebbe rendere Aria un sospettato. Le ragazze cercano di proteggere Aria cancellando il nastro, ma questo causa solo ulteriori problemi. Aria inizia a chiedersi se Ezra e Byron abbiano avuto un ruolo nell'omicidio di Charlotte, ma alla fine si rende conto di sbagliarsi. Mentre il gioco dello stalker diventa più pericoloso, Aria rimane ferita in un incendio e finisce in ospedale. Durante questo momento difficile, Ezra sostiene Aria e lei inizia ad aiutarlo a scrivere il suo libro mentre fa i conti con la perdita di Nicole. Il capo di Aria la approva come autrice e nel finale primaverile, Ezra dice ad Aria che il suo capo ha adorato l'intero libro. Aria poi tradisce Liam andando a letto con Ezra.

### Stagione 7
Nell'episodio E all'improvviso, Mary, Ezra fa ad Aria la proposta di matrimonio, la quale dice che ha bisogno di pensarci a causa del suo ruolo nell'omicidio accidentale di Rollins quando viene investito dall'auto di Hanna Marin. Tuttavia alla fine dell'episodio Ricercato: vivo o morto, Ezra si ripropone quando Aria gli racconta tutto e lei dice di sì. Ovviamente con l'aiuto di Hanna che dice che lei ed Ezra sono destinati a stare insieme. Aria ed Ezra progettano di fuggire, ma i loro piani vengono annullati quando Nicole viene trovata viva. Aria e i Liars vengono quindi attaccati da Noel e Jenna, quest'ultima dei quali è in combutta con Uber A e Spencer finisce per essere colpito da Uber A.
Nell'episodio Gioco di potere, Aria viene contattata da "AD" tramite chat video. Le dicono che hanno il suo file di Jessica DiLaurentis e contiene un segreto che farebbe sì che Ezra scelga Nicole al posto suo. Successivamente le dicono di incontrarli e lei va a farlo. Si imbatte nella loro limousine sul posto e la porta si apre. Entra e vede "AD" seduto lì. Si rivelano come Sydney Driscoll , che afferma di aver sparato a Spencer e di aver salvato Jenna dalla scuola per ciechi. Sydney offre ad Aria la possibilità di unirsi all'A-Team, e Aria si rende conto che Sydney ha un auricolare nell'orecchio, il che significa che l'autista è il vero "AD" e Aria la affronta. Sydney dice che lasciare Alison e venire a incontrarli è stato il primo passo verso Aria per guadagnare la fiducia di "AD", ma ha ancora molta strada da fare. "AD" successivamente manda un messaggio ad Aria chiedendole se ha già preso una decisione.
Nell'episodio Il cuore dimora negli occhi, Aria inizia a lavorare per "AD" e fornisce loro informazioni sulle scoperte dei Liars. Successivamente ruba il fumetto di Lucas e Charlotte e lo consegna ad "AD", in cambio di una felpa con cappuccio nera dell'A-Team.
Nell'episodio Il guanto sulla culla, Aria continua a lavorare come aiutante di "AD" e alla fine indossa la felpa con cappuccio nera e irrompe nella casa di Alison come "AD" per loro conto. Distrugge la stanza e rompe i giocattoli, lasciando le bambole "A" appese sopra la culla e lanciando sangue sul lato di essa. Alison ed Emily tornano a casa e Aria riesce a malapena a scappare. I Liars trovano la culla e deducono che "AD" ha sicuramente un aiutante, mentre Spencer trova l'orecchino di Aria nella stanza.
Nell'episodio A spasso con la pazza, il lavoro di Aria come aiutante "AD" continua quando viene mandata a casa degli Hastings per consegnare un telefono con un messaggio che verrà riprodotto attraverso i loro altoparlanti Bluetooth. Successivamente irrompe in quello di Alison con la sua uniforme "A" per recuperare la sua cartella e lasciare un pezzo del puzzle sul tabellone.
Nell'episodio Scegliere o perdere, Aria distrugge il file, mentre il suo appartamento viene perquisito dalla polizia, che ha un mandato di perquisizione. Il suo telefono viene confiscato ma "AD" le dà un nuovo telefono su cui collaborare con loro. Le danno istruzioni di incontrarli con la sua uniforme "A" e Mona sente. Informa gli altri che pensa che Aria faccia parte del team "AD" e spiega la sua teoria secondo cui Aria è la responsabile di aver distrutto la cameretta e di aver lasciato la registrazione per "AD" da Spencer. Aria indossa la sua uniforme e va a incontrare "AD" e loro le dicono che sta bene con l'uniforme. Sente un rumore e lo segue, solo perché i Liars la catturano in uniforme. I Liars sono furiosi con lei per aver collaborato con "AD" contro di loro e la costringono a tornare alla stazione di polizia da sola. Tuttavia, il nome di Aria viene cancellato quando "AD" le regala un alibi, in cambio di assistenza. Aria successivamente dichiara che lascerà l'A-Team.
Nell'episodio Finché morte non ci sepAri, è passato un anno dall'ultimo episodio, vediamo per la prima volta Aria ed Ezra sul set di uno studio cinematografico dove il loro libro verrà trasformato in un film. Prima del matrimonio con Ezra, Aria scopre che non potrà avere figli facendole credere che non potrà più sposarsi poiché Ezra vuole una famiglia. Quando condivide la sfortunata notizia con Ezra, lui la consola e le dice che hanno altre opzioni e conferma che la ama ancora e vuole sposarsi. Dopo la cena di prova al Radley, Ezra inizia a discutere per ottenere altre opinioni da specialisti della fertilità. Dopo che Aria afferma di aver già visto altri medici della fertilità, Ezra si arrabbia chiedendosi perché non glielo ha detto prima. Dopo avergli detto che voleva assicurarsi di non poter avere figli da sola prima di dirglielo si arrabbia chiedendole se ha così tanta fiducia in lei perché lei non ha la stessa fiducia in lui. Aria dice a Ezra che lo ama, lui le dice che anche lui la ama, ma non è la stessa cosa che fidarsi di lui e se ne va. Il giorno dopo Aria e le ragazze sono nel suo camerino quando lei esce in abito eccitato e pronto a sposare Ezra, tuttavia lui non si fa vedere e le manda un messaggio dicendo che non può portare a termine il matrimonio. Ciò che Aria non sa è che Ezra è stato catturato da AD così come Spencer il cui posto è stato preso da AD (Alex Drake, la sorella gemella malvagia di Spencer). Quando Toby si rende conto che "Spencer" (AD che si finge Spencer) non è il vero Spencer, con l'aiuto di Jenna, lo fa sapere alle altre ragazze e a Caleb. Con l'aiuto di Mona, che ha solo finto di essere dalla parte di AD, dice loro l'ubicazione della tana di AD, riuscendo infine a salvare Ezra e Spencer. Il giorno successivo Aria ed Ezra si sposano felicemente. Mentre le ragazze si salutano, Aria condivide i piani di lei e di Ezra per la loro luna di miele, nonché i loro piani di rivolgersi alle agenzie di adozione al loro ritorno.

### Pretty Little Liars: The Perfectionists
Dopo il secondo episodio è stato rivelato che Aria ed Ezra hanno adottato una bambina che hanno chiamato Katherine Ella. È stato anche rivelato che il primo libro di Aria si trasformerà in un film che vedrà protagonista Reese Witherspoon.

### Pretty Little Liars: Original Sin
Nell'episodio finale della prima stagione, quando Tabby chiede a Imogen se vuole che la accompagni a Rosewood per consegnare il suo bambino alla sua nuova famiglia, Imogen afferma che se lo desidera può e che coloro che adotteranno il suo bambino sono due scrittori di nome Aria ed Ezra. Dice anche che è felice con loro perché le permetteranno di rimanere in contatto con il bambino.
Nel primo episodio della seconda stagione viene rivelato che Imogen ha cambiato idea sul lasciare che Aria ed Ezra adottassero sua figlia perché ha ricevuto una "strana sensazione" da Ezra.
Nel quinto episodio della seconda stagione, Tabby e Imogen irrompono nell'ufficio della dottoressa Sullivan e rovistano nei fascicoli della clinica privata, trovandone alcuni su Aria, Hanna Marin, Spencer Hastings ed Emily Fields.